# Amid The Noise and Haste
Amid The Noise and Haste es un álbum de la banda SOJA, Soldiers of Jah Army. Este álbum salió en el 2014.

## Lista de canciones
1. «Tear It Down» 4:09
2. «Your Song» 3:21
3. «I Believe» 3:23
4. «Easier» 3:15
5. «Shadow» 3:51
6. «Once Upon a Time» 3:08
7. «Promises and Pills» 4:30
8. «Signature» 3:15
9. «She Still Loves Me» 4:05
10. «Wait» 3:39
11. «Better» 4:22
12. «Treading Water» 3:51
13. «Lucid Dreams» 4:50
14. «Driving Faster» 3:57
15. «Talking to Myself» 3:42
16. «Translation of One» 3:19
17. «Like It Used To» 3:39

- Datos: Q18222591